# El Nou Nou Testament
El Nou Nou Testament, títol original en francès Le Tout Nouveau Testament, és una pel·lícula de fantasia de comèdia negra del 2015 escrita, produïda i dirigida per Jaco Van Dormael. És una coproducció entre Bèlgica, França i Luxemburg. La pel·lícula es va projectar a la secció Quinzena de Cineastes del 68è Festival Internacional de Cinema de Canes. Va ser seleccionat com a entrada belga a la Millor pel·lícula en llengua estrangera als Premis Oscar de 2015, i va formar part de la llista de desembre de nou pel·lícules, però no va ser nominada. Le Tout Nouveau Testament va rebre deu nominacions als 6ns Premis Magritte, guanyant quatre premis, entre ells Millor Pel·lícula i Millor Director per a Van Dormael. La pel·lícula s'ha convertit en una pel·lícula de culte.
La pel·lícula va estar subtitulada en català.

## Argument
Déu viu en un apartament a Brussel·les que comparteix amb la seva dona mansa i la seva filla de 10 anys Ea, de qui abusa emocionalment i físicament. Déu és un sàdic malhumorat que va crear la humanitat específicament per tenir alguna cosa a turmentar. Manipula la realitat a través de l'ordinador de la seva oficina. Un dia, quan s'oblida de tancar la porta, l'Ea s'entra, veu a l'ordinador com Déu ha anat fent patir els humans i s'enfronta a ell. Està furiós i assota l'Ea amb el cinturó. Ea decideix rebel·lar-se contra el seu pare. Juntament amb el seu germà Jesús, que viu en secret al seu apartament disfressat d'estàtua, decideix anar al món, trobar sis apòstols més i fer escriure un "nou testament". Ea roba la clau de l'oficina, accedeix a la base de dades amb tots els aniversaris i hores de mort de tots els éssers humans del món i fa que l'ordinador enviï un missatge de text a cadascun d'ells anunciant l'hora de la seva mort. Llavors agafa aleatòriament els registres de sis persones de la base de dades, posa un bloqueig de programari a l'ordinador de Déu i s'escapa de l'apartament a través de la seva rentadora, que Jesús va piratejar per proporcionar un túnel al món exterior. Deambulant pels carrers de Brussel·les, Ea recluta primer un home sense sostre, Víctor, perquè sigui el seu escriba, ja que no pot escriure bé, i després comença a trobar els seus sis apòstols per narrar les seves pròpies històries de vida per al Testament.
El primer apòstol és una dona solitària que va perdre el braç esquerre en un accident i sent que ningú l'estimarà. El segon és un home que odia la seva feina i la seva vida, i que ha decidit no moure's mai d'un banc del parc ara que sap la data de la seva mort. Ea tradueix per permetre-li conversar amb un ocell. Això l'indueix a seguir una bandada d'ocells fins al pol nord. El tercer apòstol és un home frustrat sexualment que és incòmode amb les dones i segueix malalt d'amor per una noia alemanya que va conèixer una vegada quan era nen. Amb l'encoratjament d'Ea, es converteix en actor de veu de pel·lícules porno, on es troba i estableix una relació amb la seva fixació de tota la vida. El quart apòstol és un home fascinat per la mort i l'assassinat. Compra un rifle i dispara a la gent sabent que, com que totes les dates de mort ja estan predeterminades, no poden ser la seva responsabilitat. Ea l'impulsa a disparar a una dona, el primer apòstol. Quan ella no mor, perquè la va colpejar al braç prostètic, creu que això és un senyal diví, comença una relació amb ella i aprèn a acceptar la vida en lloc de la mort. El cinquè apòstol és una dona gran atrapada en un matrimoni sense amor, sobretot ara que el seu marit sap que la sobreviurà molts anys. Ea la convenç d'enganyar el seu marit. Té relacions sexuals amb un jove prostitut i després estableix una relació amorosa amb un goril·la. El goril·la espanta el seu marit, per a la seva alegria. El sisè apòstol és un nen malaltís que, amb només dies de vida, decideix viure’ls com a nena. Ea l'anima a viure cada dia com l'equivalent a un mes.
Déu s'horroritza quan descobreix el que ha fet Ea i que ja no pot turmentar els humans. Tancat al seu ordinador, és impotent. Deixa l'apartament per la mateixa ruta que acaba en un safareig, i en el món real pateix tots els maltractaments i frustracions que va crear per a la humanitat. És agredit per tots els que coneix. Quan vol tornar, descobreix que el túnel del seu apartament ha desaparegut i queda atrapat a la Terra impotent i sol. Es refugia en una església, on les seves crítiques escandaloses al seu fill Jesucrist provoca que un sacerdot benèfic li pegui sense sentit i finalment el fa tancar amb un grup d'immigrants il·legals que han de ser deportats a Uzbekistan.
Ea i els seus apòstols van a la vora del mar on centenars de persones s'han reunit per passar les últimes hores de la seva vida. Un avió s'acosta: porta el grup d'immigrants, inclòs Déu, sota escorta policial, i està previst que s'estavelli a la platja i mati tothom segons la programació prèvia de Déu.
Mentrestant, l'esposa de Déu s'ha adonat que el nombre d'apòstols ha augmentat fins a 18, el seu número preferit, entra a l'oficina del seu marit i neteja. En el procés, l'ordinador es reinicia i ara la convida a prendre el control. S'anul·len les dates de mort programades anteriorment.
L'avió recupera altitud i el món es reinicia sota un cel ple de flors. El NouTestament de Victor es publica, es converteix en un èxit de vendes i el catapulta de la pobresa desesperada cap a una nova vida de fama i fortuna. Déu arriba a l'Uzbekistan on és posat a treballar en una cadena de muntatge que fa rentadores. Comprova frenèticament cada rentadora si potser té una escotilla d'escapament que el porti de tornada al seu apartament.

## Repartiment
- François Damiens com a François (quart apòstol)
- Didier De Neck com a Jean-Claude (segon apòstol)
- Catherine Deneuve com a Martine (cinquè apòstol)
- Pascal Duquenne com a Georges
- Romain Gelin com a Willy (sisè apòstol)
- Pili Groyne com a filla de Déu, Ea
- Johan Heldenbergh com el sacerdot
- Serge Larivière com a Marc (tercer apòstol)
- Johan Leysen com el marit de Martine
- Marco Lorenzini com a Víctor (l'escrivà)
- Yolande Moreau com a dona de Déu
- David Murgia com a Jesucrist
- Benoît Poelvoorde com a Déu
- Laura Verlinden com a Aurélie (primera apòstol)

## Recepció
Le Tout Nouveau Testament va rebre ressenyes generalment favorables dels crítics de cinema. A Rotten Tomatoes, la pel·lícula té una puntuació d'aprovació del 82%, basada en 74 crítiques amb una puntuació mitjana de 7/10. El consens crític del lloc web diu: "The Brand New Testament fa una mirada surrealista, subversiva i divertida als temes bíblics a través d'una lent moderna i refrescant original." A Metacritic, la pel·lícula va rebre una mitjana de 70 sobre 100, basada en 17 crítiques dels principals crítics, que indicaven "crítiques generalment favorables".

## Reconeixements
| Premi / Festival                                               | Categoria                                       | Receptor(s)                                            | Resultat    |
| -------------------------------------------------------------- | ----------------------------------------------- | ------------------------------------------------------ | ----------- |
| Associació de Crítics de Cinema d’Austin                       | Millor pel·lícula de parla no anglesa           | Le Tout Nouveau Testament                              | Nominat     |
| Union de la critique de cinéma                                 | Millor pel·lícula                               | Le Tout Nouveau Testament                              | Guanyador   |
| Biografilm Festival                                            | Premi del Públic Europa                         | Le Tout Nouveau Testament                              | Guanyador   |
| Biografilm Festival                                            | Premi Guerrilla a la millor pel·lícula          | Le Tout Nouveau Testament                              | Guanyador   |
| 68è Festival Internacional de Cinema de Canes                  | Premi Art Cinema                                | Le Tout Nouveau Testament                              | Nominat     |
| 68è Festival Internacional de Cinema de Canes                  | Premi Europa Cinemas Label                      | Le Tout Nouveau Testament                              | Nominat     |
| 68è Festival Internacional de Cinema de Canes                  | Premi SACD                                      | Le Tout Nouveau Testament                              | Nominat     |
| Premis César                                                   | Millor pel·lícula estrangera                    | Le Tout Nouveau Testament                              | Nominat     |
| David di Donatello                                             | Millor pel·lícula europea                       | Le Tout Nouveau Testament                              | Nominat     |
| Premis del Cinema Europeu                                      | Millor comèdia europea                          | Le Tout Nouveau Testament                              | Nominat     |
| Premis del Cinema Europeu                                      | Millor dissenyador de producció                 | Sylvie Olivé                                           | Guanyador   |
| 29ns Premis del Cinema Europeu                                 | Premi del públic a la millor pel·lícula europea | Le Tout Nouveau Testament                              | Pendent     |
| Festival de Cinema de Palić                                    | Millor pel·lícula                               | Le Tout Nouveau Testament                              | Nominat     |
| Fantastic Fest                                                 | Millor comèdia                                  | Le Tout Nouveau Testament                              | Guanyador   |
| Filmfest Hamburg                                               | Premi Art Cinema                                | Le Tout Nouveau Testament                              | Nominat     |
| Premis del Cinema Francòfon                                    | Millor pel·lícula                               | Le Tout Nouveau Testament                              | Nominat     |
| Premis del Cinema Francòfon                                    | Millor guió                                     | Jaco Van Dormael i Thomas Gunzig                       | Guanyador   |
| Premis del Cinema Francòfon                                    | Millor actor                                    | Benoît Poelvoorde                                      | Nominat     |
| Premis del Cinema Francòfon                                    | Millor actriu secundària                        | Yolande Moreau                                         | Nominat     |
| Globus d'Or                                                    | Millor pel·lícula de parla no anglesa           | Le Tout Nouveau Testament                              | Nominat     |
| Premis Gopo                                                    | Millor pel·lícula europea                       | Le Tout Nouveau Testament                              | Nominat     |
| Festival Internacional de Cinema de Haifa                      | Millor pel·lícula internacional                 | Le Tout Nouveau Testament                              | Guanyador   |
| Festival Internacional de Cinema de Haifa                      | Premi Carmel                                    | Le Tout Nouveau Testament                              | Nominat     |
| 21a cerimònia dels Lumières                                    | Millor pel·lícula francòfona                    | Le Tout Nouveau Testament                              | Nominat     |
| Premis de Cinema de Luxemburg                                  | Millor pel·lícula en coproducció                | Le Tout Nouveau Testament                              | Guanyador   |
| Premis de Cinema de Luxemburg                                  | Millor Assoliment Tècnic                        | Marco Lorenzini                                        | Nominat     |
| 6ns Premis Magritte                                            | Millor pel·lícula                               | Le Tout Nouveau Testament                              | Guanyador   |
| 6ns Premis Magritte                                            | millor director                                 | Jaco Van Dormael                                       | Guanyador   |
| 6ns Premis Magritte                                            | Millor guió                                     | Jaco Van Dormael i Thomas Gunzig                       | Guanyador   |
| 6ns Premis Magritte                                            | Millor actriu secundària                        | Yolande Moreau                                         | Nominat     |
| 6ns Premis Magritte                                            | Millor actor secundari                          | David Murgia                                           | Nominat     |
| 6ns Premis Magritte                                            | Millor actriu novell                            | Pili Groyne                                            | Nominat     |
| 6ns Premis Magritte                                            | Millor actor novell                             | Romain Gelin                                           | Nominat     |
| 6ns Premis Magritte                                            | Millor fotografia                               | Christophe Beaucarne                                   | Nominat     |
| 6ns Premis Magritte                                            | Millor so                                       | François Dumont, Michel Schillings i Dominique Warnier | Nominat     |
| 6ns Premis Magritte                                            | Millor banda sonora                             | An Pierlé                                              | Guanyador   |
| Méliès d'Or                                                    | Millor pel·lícula fantàstica euroea             | Le Tout Nouveau Testament                              | Nominat     |
| Festival Internacional de Cinema Noruec                        | Premi del Públic                                | Le Tout Nouveau Testament                              | Guanyador   |
| Festival Internacional de Cinema Noruec                        | Premi Especial del Jurat                        | Le Tout Nouveau Testament                              | Guanyador   |
| Festival Internacional de Cinema de Palm Springs               | Millor pel·lícula narrativa                     | Le Tout Nouveau Testament                              | Participant |
| 20ns Premis Satellite                                          | Millor pel·lícula de parla no anglesa           | Le Tout Nouveau Testament                              | Nominat     |
| Premi Sergio Amidei                                            | Millor guió                                     | Jaco Van Dormael i Thomas Gunzig                       | Nominat     |
| XLVIII Festival Internacional de Cinema Fantàstic de Catalunya | Millor pel·lícula                               | Le Tout Nouveau Testament                              | Nominat     |
| XLVIII Festival Internacional de Cinema Fantàstic de Catalunya | Millor actriu                                   | Pili Groyne                                            | Guanyador   |
| XLVIII Festival Internacional de Cinema Fantàstic de Catalunya | Millor pel·lícula fantàstica europea            | Le Tout Nouveau Testament                              | Guanyador   |
| Tallgrass Film Festival                                        | Pel·lícula destacada                            | Le Tout Nouveau Testament                              | Guanyador   |
| Trailers FilmFest                                              | Millor tràiler europeu                          | Le Tout Nouveau Testament                              | Guanyador   |